# Malayotyphlops
Malayotyphlops is een geslacht van slangen uit de familie wormslangen (Typhlopidae).

## Naam en indeling
De wetenschappelijke naam van de groep werd voor het eerst voorgesteld door Stephen Blair Hedges, Angela B. Marion, Kelly M. Lipp, Julie Marin en Nicolas Vidal in 2014. De slangen werden eerder aan andere geslachten toegekend, zoals Anilios, Typhlops en Gerrhopilus. Er zijn twaalf soorten, inclusief de pas in 2016 beschreven soorten Malayotyphlops andyi en Malayotyphlops denrorum.
De geslachtsnaam Malayotyphlops betekent vrij vertaald 'blindogen uit de Indische Archipel'.

## Verspreiding en habitat
De wormslangen komen voor in delen van Azië en leven in de landen Indonesië (twee endemische soorten) en de Filipijnen (tien endemische soorten). Van de meeste soorten is de habitat nog volledig onbekend. De soorten waarvan de habitat wel bekend is leven in vochtige tropische en subtropische laaglandbossen en met name in door de mens aangepaste streken zoals plantages, landelijke tuinen en aangetaste bossen.

## Beschermingsstatus
Door de internationale natuurbeschermingsorganisatie IUCN is aan negen soorten een beschermingsstatus toegewezen. Twee soorten worden beschouwd als 'veilig' (Least Concern of LC) en zeven soorten als 'onzeker' (Data Deficient of DD).

## Soorten
Het geslacht omvat de volgende soorten, met de auteur en het verspreidingsgebied.
| Naam                        | Auteur                         | Verspreidingsgebied |
| --------------------------- | ------------------------------ | ------------------- |
| Malayotyphlops andyi        | Wynn, Diesmos & R. Brown, 2016 | Filipijnen          |
| Malayotyphlops canlaonensis | Taylor, 1917                   | Filipijnen          |
| Malayotyphlops castanotus   | Wynn & Leviton, 1993           | Filipijnen          |
| Malayotyphlops collaris     | Wynn & Leviton, 1993           | Filipijnen          |
| Malayotyphlops denrorum     | Wynn, Diesmos & R. Brown, 2016 | Filipijnen          |
| Malayotyphlops hypogius     | Savage, 1950                   | Filipijnen          |
| Malayotyphlops koekkoeki    | Brongersma, 1934               | Indonesië           |
| Malayotyphlops kraalii      | Doria, 1874                    | Indonesië           |
| Malayotyphlops luzonensis   | Taylor, 1919                   | Filipijnen          |
| Malayotyphlops manilae      | Taylor, 1919                   | Filipijnen          |
| Malayotyphlops ruber        | Boettger, 1897                 | Filipijnen          |
| Malayotyphlops ruficauda    | Gray, 1845                     | Filipijnen          |